# François Morin (économiste)
Pour les articles homonymes, voir François Morin et Morin.
François Morin, né le 18 janvier 1945 à Paris, est un économiste français dont l'orientation théorique s'inspire des travaux de Marx, Keynes et des économistes institutionnalistes, professeur émérite de sciences économiques à l'université Toulouse-I-Capitole. Il a été membre du Conseil général de la Banque de France et du Conseil d'analyse économique.

## Biographie
François Morin commence ses études au lycée Louis-le-Grand, puis à l'université Panthéon-Sorbonne ; il obtient l'agrégation et un doctorat d'État en sciences économiques. Assistant à l'université Paris-Dauphine (1969-1970), puis à l'université d'Alger (1970-1971), il devient maître assistant à l'université Paris-Dauphine (1971-1974) et professeur à l'université Toulouse-I-Capitole depuis 1975.
Il a été directeur du Laboratoire d'études et de recherches sur l'économie de la production (1976), du Laboratoire d'études et de recherches sur l'économie, les politiques et les systèmes sociaux (Lereps) de 1998 à 2000. Il est conseiller technique auprès de Jean Le Garrec (secrétaire d’État chargé de l'extension du secteur public) (1981-1982), secrétaire général (1982-1985), membre (1985-1993) du Haut conseil du secteur public, membre du Conseil général de la Banque de France (1985-1993), Consultant international auprès de l'Organisation des Nations unies (1985), censeur de l'Institut régional du développement industriel (Irdi) (depuis 1988), membre du Comité national des universités (CNU) (1991-1995 et 1999-2000), administrateur de la société Aérospatiale (1989-1993), membre du Conseil d'Analyse Économique (CAE) (1997 - 2000), membre du collège de la Commission de Régulation de l'Energie (CRE) (2000 - 2004), membre de l'Observatoire de l'Ethique Publique (OEP)(2021).

## Distinctions
- Chevalier de la Légion d'honneur (2000)
- Chevalier des Palmes académiques
- Docteur honoris causa de l'université de Mons (14 mai 2013)[3]

### Ouvrages
- La structure financière du capitalisme français, Calmann-Lévy, 1974 et 1976
- Le capitalisme en France, Éditions du Cerf, 1976
- La banque et les groupes industriels à l'heure des nationalisations, (en collaboration), Calmann-Lévy, 1977
- Les groupes industriels en France, (en collaboration); La Documentation française, Notes et Etudes documentaires, 1981
- Théorie économique du patrimoine, Éditions Ellipses, 1984, 128 p. (ISBN 2729896007, lire en ligne [PDF])
- Le cœur financier européen (en collaboration), Economica, 1993,
- Le modèle français de détention et de gestion du capital : Analyse prospective et comparaisons internationales, Documentation française, 1998, 221 p. (ISBN 2-11-091123-9, lire en ligne [PDF])
- Le nouveau mur de l'argent : essai sur la finance globalisée, Éditions du Seuil, 2006
- Autopsie d'une crise annoncée, une enquête de Désiré Tofix (en collaboration avec Patrick Mignard), Le Pérégrinateur, 2010
- Un monde sans Wall Street ?, Paris, Éditions du Seuil, 2011, 183 p. (ISBN 978-2-02-103829-3)
- La grande saignée : contre le cataclysme financier à venir, Montréal (Québec)/Paris, Lux, 2013, 120 p. (ISBN 978-2-89596-173-4)
- L'hydre mondiale : l'oligopole bancaire, Montréal (Québec)/Arles, Lux, 2015, 168 p. (ISBN 978-2-89596-199-4)
- L'économie politique du XXIè siècle : de la valeur-capital à la valeur-travail, Montréal/Arles, Lux, 2017, 312 p. (ISBN 978-2-89596-251-9)
- Quand la gauche essayait encore : Le récit des nationalisations de 1981 et quelques leçons que l'on peut en tirer, Lux, 2020, 240 p. (ISBN 978-2895963271)

### Participation à des ouvrages collectifs
- Propriété autocontrôlée et restructurations d'entreprises, in les restructurations industrielles en France , Éditions Economica, 1980 (p167-173)
- Propriété et pouvoir dans l'industrie (en collaboration), Notes et Études documentaires, n°4832-4833, 1987
- Pouvoir, contrôle et stratégies de firmes, chapitre 5.1 du Traité Économie Industrielle ,
- éditions Economica, 1988, puis 2e édition actualisée en 1991
- Les groupes industriels et financiers, chapitre 3.3 du Traité d'Économie Industrielle, éditions Economica, 1988, puis 2e édition actualisée en 1991
- Les 200 premières firmes européennes et l'émergence d'un appareil productif communautaire In "L'Europe Industrielle", Documentation française, Mars 1991.
- L'affrontement des capitalismes in "l'état de l'Europe ", Éditions de la Découverte, 1992
- Les mutations du cœur financier français in "L'état de la France" 95-96, Éditions La Découverte, 1995, puis 96-97 en 1997
- La mondialisation, Contribution à un ouvrage collectif "La société libérale en questions" Grep MP, 1997
- Le système financier européen : crise et recomposition, Contribution à un ouvrage collectif :"L'Économie, une science pour l'Homme et la Société", Mélanges en l'honneur d'Henri Bartoli, Publications de la Sorbonne, 1998
- La firme et la négociation collective : la question des frontières en économie et en droit (en collaboration), Contribution aux Mélanges dédiés au Président Michel Despax, Presses de l’Université des Sciences Sociales de Toulouse, 2002
- A transformation in the French model of shareholding and management, contribution à l’ouvrage « Corporate Governance ; critical perspectives on business and management », édité par Thomas Clark, Volume III, European Corporate Governance, Routlege, London and New York, 2005
- La régulation face à la globalisation et à la libéralisation des marchés, in Les services publics en Europe : pour une régulation démocratique. Sous la direction de P. Bauby, H. Coing, A. de Toledo, Publisud, 2007, p33-46
- Le capitalisme de marché financier et l'asservissement du cognitif  in Les nouveaux horizons du capitalisme, Editions Economica, 2008
- Préface » à l'ouvrage Géographies de la finance mondialisée, sous la direction de Claude Dupuy et Stéphanie Lavigne, La Documentation française, 2009
- La crise financière, une crise de la globalisation et de la libéralisation des marchés  contribution à un ouvrage collectif publié au Canada dans la série consacrée aux séminaires Fernand Dumont, 2010
- La crise aujourd’hui et demain, in Groupons-nous et demain ! La crise internationale et les alternatives de gauche, Edition Le temps des cerises, 2010
- La crisis financiera globalizada y las nuevas orientaciones del sistema, in Crisis financiera economica systemica. Editions Maia, 2010.
- Préface à l’ouvrage de Pierre Jeanblanc Analyse stratégique : les fondements économiques » Dunod, 2011
- Aux origines de la crise financière mondialisée, in Mélanges à la mémoire de Charles Albert Michalet, Presses Universitaires de Paris ouest, janvier 2013
- Préface à l’ouvrage Manuel d’économie à l’usage de celles et ceux qui n’y comprennent rien , AAEL-Toulouse, 2013
- La zone euro face aux forces obscurantiste de la spéculation ; jalons pour un nouvel esprit des lumières, in L’obscurantisme de l’argent, fléau du XXIè siècle, ouvrage coordonné par Pierre Grou, L’Harmattan, 2013
- Finança global, Europa e cenarios para a saïda da crise , in Perspectivas Para Uma Outra Zona Euro », ouvrage coordonné par Julio Mota, Luis Lopes E Margarida Antunes, Cimbra Editora, 2014
- Produits dérivés et dérives des dettes souveraines, in La crise Capitalisme financiarisé, Mélanges en l’honneur de François Morin, Presse de l’Université de Toulouse I Capitole, 2014
- Le temps de la démocratie est venue, in Réveiller la démocratie, Praxis, octobre 2022
- Préface dans "La démocratie dans les entreprises" de Jean Jacques Piette, 2022.

### Articles académiques accessibles par internet
- Les instruments d'analyse de la concentration financière Économie appliquée Année 1974 27-2-3 pp. 481

- Le capital financier en France : théories et réalités - Revue d’Economie industrielle 2e trimestre 1977

- Nationalisation et respiration du secteur public - Revue d’Economie industrielle 4e trimestre 1982
- Commentaires et propositions pour approfondir le débat sur le contrôle,  Revue Economique, 1988
- Le nouveau pouvoir financier en France : ou « l'autogestion » du capital, Revue d'Economie Industrielle, 1989
- Le cœur financier allemand, Revue d'Economie financière (avec Claude Dupuy), 1991
- Midi-Pyrénées : une économie en rupture,  Revue d'Economie financière (avec Claude Dupuy), 1991
- La privatisation de la BNP et la formation d'un nouveau pôle financier,  Revue d'Economie Financière, 1994
- Liaisons financières et coopération des acteurs-systèmes,   Revue Economique, 1994
- Privatisation et dévolution des pouvoirs : le modèle français du gouvernement d'entreprise,  Revue Economique, 1996
- The privatisation process and corporate governance : the french case,  OCDE Corporate Governance, State-Owned Enterprises and Privatisation, 1996
- "Le système financier européen : crise et recomposition,  In « l'économie, une science pour l'homme et la société », Mélanges Bartoli, 1998
- La rupture du modèle français de détention et de gestion des capitaux,  Revue d'Economie financière, 1998
- The transformation of the french model of capital holding and management, OCDE (en coopération avec Laurence Loulmet, 3-5 mars 1999
- Les investisseurs institutionnels internationaux : une analyse du comportement des investisseurs américains,  Revue d'Economie Financière (avec Daniel Baudru et Stéphanie Lavigne), 2001
- Évolution et structure de l'actionnariat en France, Revue française de gestion, mai 2002
- reprendre
- Ein neuer Kapitalismus à la française,  Frankreich-Jahrbuch, 2002 - 2003
- De l’établissement des normes à la mise en œuvre de la régulation du marché : l’exemple de la Commission de régulation de l’énergie (CRE),  Economie publique, 2004
- Le capitalisme de marché financier et l'asservissement du cognitif,  Cahier du GRES, mai 2005
- Financialisation of strategies, risk transfer, liquidity, property and control (In French),  Cahier du Gres (en collaboration), Septembre 2007
- Les groupes d'entreprises et la décision politique, CRISP, juin 2009
- La crise financière internationale : une crise de la globalisation et de la libéralisation des marchés,  Les cahiers du Cedimes, printemps 2010
- A transformation in the French model of shareholding and management,  Economy and Society, 2 décembre 2010
- Produits dérivés et dérives des dettes souveraines,  Revue Le Débat, octobre 2011
- Un nouveau monde sans Wall Street, François Morin, Revue du Projet, 16 février 2012
- Aux origines de la crise financière mondialisée,  Presses universitaires de Nanterre, janvier 2013
- Une économie politique des crises financières,  L’Economie Politique, octobre 2014
- Les banques, la globalisation et la démocratie, Le Débat, Mars-Avril 2016
- À propos du livre d’Alain Bihr et Michel Husson, Thomas Piketty, une critique illusoire du capital Nouvelle Revue du Travail, 31 octobre 2020
- Pour une démocratie économique radicale : retour d’expérience au sein de l’État actionnaire et de l’État banquier; Revue de la Régulation, n°30, 1er semestre 2021

#### Articles parus dans le Journal Le Monde
- Nationaliser ? - Le Monde, 15 juin 1981
- Adaptation du secteur public et démocratisation des grandes entreprises - Le Monde article publié avec Alain Savary, 12 mars 1986
- Les trois cercles des liaisons financières, Le Monde, 17 septembre 1987 -
- Grandes entreprises : forteresses et légitimité, Le Monde, 26 mars 1988
- Finances et monnaie dans la CEE : Garder fixes les parités, Le Monde, 7 juin 1988
- Refonte de l'économie mixte. Vers un nouveau pacte, Le Monde, 04 juillet 1989
- Un débat sur les entreprises publiques. La logique du cœur financier, Le Monde, 8 octobre 1991
- Le programme de réformes du gouvernement Privatisations : l'onde de choc,  Le Monde, 29 juin 1993
- Coup d'envoi des privatisations. L'onde de choc sur les privatisables, Le Monde, 1er septembre 1993
- La recomposition du pouvoir économique. Les trois pôles du cœur financier, Le Monde, 8 mars 1994
- Qui contrôle les grandes entreprises françaises ?  Alternatives économiques, 1er mai 1995
- La recomposition du cœur financier français, Alternatives économiques, 1er juin 1995
- Thomson : une privatisation de trop? Le Monde, 16 octobre 1996
- Entretien avec François Morin, professeur de sciences économiques à Toulouse-I,"Nous sommes entrés dans un modèle dominé par les marchés financiers".Le Monde Economie, Publié le 15 avril 2002 à 14h21
- Court-circuit, Le Monde, 15 juin 2004
- Faire face à la déraison financière, par Lionel Jospin et François Morin, Le Monde, 5 septembre 2008
- Rachetons les banques pour un euro, Le Monde, 9 juillet 2012
- La dette publique reste un tabou politique,  Le Monde, 10 mars 2014
- Pour une monnaie commune internationale, Le Monde, 9 juin 2015

#### Articles parus dans Alternatives économiques
- Les logiques de pouvoir au sein des grands groupes français, Alternatives économiques, 1er juin 1995
- Capitalisme à la française : beaucoup de vieux dans le neuf,  Alternatives économiques, 1er janvier 1997
- La finance européenne en ébullition,  Alternatives économiques, 1er janvier 1998
- Vers un capitalisme global,  Alternatives économiques, 1er février 1999
- L’Europe de l’énergie,  Alternatives économiques, 1er janvier 2000
- Finance : les fonds spéculatifs sur la sellette,  Alternatives économiques, 1er février 2007
- Critique de la finance capitaliste. Pour un financement solidaire, Alternatives économiques, 2015
- Economie et démocratie : pour une véritable codétermination dans les entreprises,29 septembre 2021

#### Articles parus dans Médiapart
- Que faire face à une finance globale en crise systémique? Médiapart, 18 septembre 2008
- Hommage à Bernard Maris, chercheur et directeur au Lereps (1990-1998), Mediapart, 8 janvier 2015
- François Morin : l'oligopole bancaire, une « hydre mondiale », Médiapart,14 juillet 2015
- La dette de la SNCF: une dette publique et un enjeu démocratique, Médiapart, 2 mai 2018
- Donner un statut à l'entreprise pour reconnaître le travail, Médiapart, 11 janvier 2019
- Le livre de Bihr-Husson sur T. Piketty- Une critique décisive, mais inaboutie, Médiapart, 14 octobre 2020
- Que La BCE prenne sa part pour le climat, Tribune à Médiapart, avec J. M. Harribey, E. Jeffers et D. Plihon, 22 janvier 2021
- Dettes et taux d’intérêt, la descente aux enfers, 24 février 2021
- Hommage à Michel Husson

#### Autres articles
- Quelles marges pour la politique économique? Libération, 1er octobre 1996
- Les nouveaux espaces de l'économie mondiale, Dans Études 1996/5 (Tome 384), pages 591 à 600
- Gaz de France-Suez : encore un effort monsieur de Villepin !  Les Echos, 2 mars 2008 !
- Pourquoi GDF doit fusionner avec EDF,  Les Echos, 19 septembre 2006
- Le nouveau "mur de l'argent", Nouvelles Fondations, mars avril 2007
- L’accumulation financière à l’ère de la globalisation, Mouvements des idées et des luttes, 27 juillet 2007
- Le danger Eurex, Politis, 3 mai 2012
- Doit-on s'attendre à une nouvelle crise financière ? Si oui peut-on y parer ?, Comprendre, jeudi 30 janvier 2014
- Conférence de François Morin : « Chances de vie ou risque de mort de notre planète : le combat contre l’hydre bancaire, Canal U, 2015
- Hommage à Bernard Maris, par François Morin, Le site de Paul Jorion, 8 janvier 2015
- L’hommage de François Morin à Bernard Maris, Solidarité et Progrès, 10 janvier 2015
- Quels sont les scénarios de négociation entre la Grèce et ses créanciers ? CADTM (avec Gabriel Colletis), 15 février 2015
- Selon François Morin, économiste: Les autorités ne prennent pas les bonnes mesures, Wort, 19 mars 2015
- Nous ne sommes pas à l’abri d’une nouvelle crise, Paperjam, 21 mars 2015
- François Morin : "28 banques ont la capacité de déstabiliser le système monétaire et financier mondial", France 24, 2015
- Les conséquences d'un Grexit seraient "extrêmement lourdes" (économiste), France Info, 28 juin 2015
- François Morin sur la crise économique : “l’intervention des peuples est essentielle”, La Vie, 9 juillet 2015
- François Morin : «L’oligopole bancaire s’est transformé en hydre dévastatrice pour l’économie mondiale», Libération, 22 juillet 2015
- L’hydre mondiale, l’oligopole bancaire, Le Nouvel Economiste, 17 septembre 2015
- François Morin - Chances de vie ou risque de mort de notre planète : le combat contre l’hydre bancaire mondiale, Web tv de l'Université de Nantes, 23 septembre 2015
- Positions dominantes et ententes au sein de l'oligopole bancaire, Le nouvel économiste, 1er octobre 2012
- Les États, la question monétaire et l'hydre bancaire, Le Nouvel économiste, 6 octobre 2015
- L’Oligopole bancaire mondial, conférence à la Maison des Sciences économiques; 12 octobre 2015
- L’hydre mondiale : monstre bancaire à 28 têtes, Metro (Canada), 11 novembre 2015
- La Grèce, maillon très faible de la zone euro par François Morin, Petite République, 29 février 2016
- La puissance des banques menace-t-elle l’économie mondiale ? Radio culture, 23 avril 2016
- Engager une « économie politique » pour le XXIe siècle, Possibles, 30 mai 2017
- Réforme de l’entreprise, Les possibles, 9 juillet 2018,
- Entretien avec François Morin,  Agir pour le climat, 3 mars 2020
- Cycle financier et crise systémique, Le choix démocratique d’une planification écologique, Pos sibles, 3 avril 2020
- « Si on nationalise, alors allons vers la démocratie économique » – Entretien avec François Morin 14 avril 2020 LVSL
- François Morin : «Il ne sert à rien de nationaliser si c’est pour tomber dans les mêmes erreurs», Libération, 5 mai 2020
- Dettes : des États « otages » de la notation financière Changeons de paradigme ! Les possibles, 16 juin 2023
- En 1981, il ne voulait surtout pas agrandir le secteur public" : comment Delors a freiné les nationalisations, Entretien dans Marianne, le 19 décembre 2023

### Podcasts de Radio France

#### France culture
- La puissance des banques menace-t-elle l’économie mondiale     ? L'Économie en questions 23 avril 2016  •  29 min
- Sur qui compter pour moraliser la finance ? Du Grain à moudre     4 juin 2015  •  39 min
- Peut-on se passer de la Bourse ? Du Grain à moudre 4 oct. 2011  •  38 min
- Les États doivent-ils payer pour les imprudences des     banques ? Du Grain à moudre 26 mars 2008
- Les vrais sujets sont-ils dans la campagne ? 4-Les fonds     d'investissement sont-ils des prédateurs ? Du Grain à moudre 6 fév. 2007
- L'argent est-il un facteur de production comme les autres ? Du Grain à moudre 3 oct. 200

#### France Inter
- Les banquiers sont nus, et flics en B.D.- 3D le journal -     3 nov. 2013  •  1h 23
- Un ménage à trois: France, Allemagne, Chine? et la Culture     en question - 3D le journal - 20 mai 2012  •  1h 26
- Crise européenne et démocratie, et 7 milliards d'êtres     humains - 3D le journal - 6 nov. 2011  •  1h 54

### Vidéos
- François Morin, nationalisation : rupture ou réformisme ...
- François Morin et Benoît Borrits L'heure de la planification
- "La fin de la gauche n'est pas inéluctable" - Entretien avec ...

- François Morin - Pourquoi j'ai décidé re rejoindre L'OEP
- Jean-Marc Daniel VS Christian Chavagneux - 07/02
- Chances de vie ou risque de mort de notre planète : le combat contre l'hydre bancaire mondiale Institut d’Études Avancées de Nantes, 23 Septembre 2015
- François Morin : "28 banques ont la capacité de déstabiliser le ...
- François Morin: l'oligopole bancaire, une « hydre mondiale
- Francois Morin, la monnaie, la dette et la banque - YouTube
- Déficits ou dettes publiques : où se trouve le combat prioritaire ? Assosciences, 3 novembre 2014
- François Morin: Que faire pour éviter la prochaine catastrophe ...
- Future of Economics & BIG Crisis by Banks Oligopoly - YouTube
- Rencontre avec François MORIN, Economiste, spécialiste de ...
- Peut-on encore avoir confiance dans les marchés financiers
- François Morin : "Gouverner face aux banques" - Dailymotion

### Commentaires sur les travaux de François Morin
- Jacqueline Grapin ; "Quand l'université examine le capitalisme français", Le Monde, 20 mai 1975
- Jean Bachèlerie : «Un monde sans Wall Street», de François Morin, Médiapart, 27 mars 2011
- Nicolas Dutent : Un nouveau monde sans Wall Street (par François Morin*), Médiapart, 23 mars 2012
- Jérôme Bonnemaison : "Domestiquer la finance (François Morin, "un monde sans wall street ?"", Mille et une nuit à lire, 16 janvier 2013)
- Malika Hattab-Christmann et Anne Isla :"François Morin, un économiste éclairé", Mondes sociaux, 8 avril 2013
- Alexandre Anizy : "Anticiper la saignée d'avant 2017 grâce à François Morin", Médiapart, 9 décembre 2013
- JM Harribey, La valeur-travail à la place de la valeur-capital ? Note sur le dernier livre de François Morin, Contretemps, juillet 2017
- Michel Husson, A propos de «L’économie politique du XXIe siècle» de François Morin, Médiapart, 21 septembre 2017
- Réponse : "Ombres (et sans lumières) de la critique de Michel Husson, Médiapart, 28 septembre 2017
- Tristan Auvray "Liaisons financières et liaisons humaines selon François Morin"
- Bernard Marx "Et si la gauche essayait à nouveau ?", Regards.fr, 6 février 2020
- Romarin Godin : "Réfléchir sur les nationalisations de 1981 pour construire une alternative", Médiapart, 7 février 2020
- Dominiques Berns, «Démocratiser l’économie est plus urgent encore qu’en mai 1981", Le Soir, 14 février 2020
- Jean-Marie Harrbey : "Pourquoi la gauche n’essaierait-elle pas de nouvelle manière ?", Alternatives économiques, 21 février 2020
- Laura Raim : "Si, si : un jour les socialistes ont nationalisé", Marianne, 7 mars 2020
- Antoine Reverchon : " 1981 : des nationalisations « pour changer le monde », Le Monde, 10 2020
- Jean-Marc Daniel VS Christian Chavagneux - 07/02 Dailymotion · BFM Business · 8 févr. 2020
- François Morin en bref, Le soir Publié le 14/02/2020